# Keven Veilleux
Keven Veilleux (né le 27 juin 1989 à Saint-Georges-de-Beauce dans la province de Québec au Canada) est un joueur professionnel de hockey sur glace.

## Biographie
Keven Veilleux débute dans la Ligue de hockey junior majeur du Québec avec les Tigres de Victoriaville en 2005-2006. En 2007, il est choisi lors du repêchage d'entrée dans la Ligue nationale de hockey par les Penguins de Pittsburgh lors de la deuxième ronde en tant que cinquante et unième joueur, deuxième choix de Pittsburgh après Angelo Esposito choisi à la vingtième place. Il ne rejoint pas pour autant la LNH et continue à jouer dans la LHJMQ, rejoignant au cours de la saison 2007-2008 l'Océanic de Rimouski. Il signe son premier contrat professionnel avec les Penguins en mai 2008 pour une durée de trois saisons. Avec l'Océanic, il joue la finale de la Coupe Memorial 2009, l'équipe de Rimouski étant hôte du tournoi ; ils sont éliminés en première ronde.
Au cours de la saison 2009-2010, il fait ses débuts dans la Ligue américaine de hockey avec les Penguins de Wilkes-Barre/Scranton, équipe affiliée à Pittsburgh, jouant neuf matchs au cours de la saison régulière.
Il rejoint la France et la Ligue Magnus avec l'équipe d'Epinal fin novembre 2016 pour renforcer l'attaque du Gamyo.

## Statistiques
| Saison    | Équipe                                       | Ligue              |    | Saison régulière | Saison régulière | Saison régulière | Saison régulière | Saison régulière |    | Séries éliminatoires | Séries éliminatoires | Séries éliminatoires | Séries éliminatoires | Séries éliminatoires |
| Saison    | Équipe                                       | Ligue              | PJ | B                | A                | Pts              | Pun              | PJ               | B  | A                    | Pts                  | Pun                  |                      |                      |
| 2005-2006 | Tigres de Victoriaville                      | LHJMQ              | 33 | 2                | 13               | 15               | 4                | 5                | 0  | 1                    | 1                    | 2                    |                      |                      |
| 2006-2007 | Tigres de Victoriaville                      | LHJMQ              | 70 | 20               | 35               | 55               | 53               | 6                | 1  | 5                    | 6                    | 4                    |                      |                      |
| 2007-2008 | Tigres de Victoriaville                      | LHJMQ              | 42 | 10               | 32               | 42               | 54               | --               | -- | --                   | --                   | --                   |                      |                      |
| 2007-2008 | Océanic de Rimouski                          | LHJMQ              | 19 | 7                | 15               | 22               | 22               | 9                | 3  | 4                    | 7                    | 2                    |                      |                      |
| 2008-2009 | Océanic de Rimouski                          | LHJMQ              | 29 | 15               | 33               | 48               | 47               | 13               | 7  | 12                   | 19                   | 31                   |                      |                      |
| 2009      | Océanic de Rimouski                          | Coupe Memorial     | -- | --               | --               | --               | --               | 4                | 0  | 2                    | 2                    | 4                    |                      |                      |
| 2009-2010 | Penguins de WBS                              | LAH                | 9  | 2                | 1                | 3                | 12               | --               | -- | --                   | --                   | --                   |                      |                      |
| 2010-2011 | Penguins de WBS                              | LAH                | 66 | 12               | 24               | 36               | 122              | 11               | 2  | 2                    | 4                    | 12                   |                      |                      |
| 2011-2012 | Penguins de Wilkes-Barre/Scranton            | LAH                | 0  | 0                | 0                | 0                | 0                | -                | -  | -                    | -                    | -                    |                      |                      |
| 2012-2013 | Penguins de Wilkes-Barre/Scranton            | LAH                | 4  | 0                | 0                | 0                | 7                | -                | -  | -                    | -                    | -                    |                      |                      |
| 2012-2013 | Nailers de Wheeling                          | ECHL               | 31 | 9                | 13               | 22               | 74               | -                | -  | -                    | -                    | -                    |                      |                      |
| 2013-2014 | Pirates de Portland                          | LAH                | 16 | 2                | 1                | 3                | 52               | -                | -  | -                    | -                    | -                    |                      |                      |
| 2013-2014 | Jackals d'Elmira                             | ECHL               | 8  | 1                | 3                | 4                | 14               | -                | -  | -                    | -                    | -                    |                      |                      |
| 2013-2014 | Gladiators de Gwinnett                       | ECHL               | 6  | 0                | 1                | 1                | 14               | -                | -  | -                    | -                    | -                    |                      |                      |
| 2013-2014 | HC Banská Bystrica                           | Extraliga slovaque | 5  | 2                | 2                | 4                | 0                | 11               | 2  | 2                    | 4                    | 12                   |                      |                      |
| 2014-2015 | Isothermic de Thetford Mines                 | LNAH               | 30 | 20               | 25               | 45               | 115              | -                | -  | -                    | -                    | -                    |                      |                      |
| 2015-2016 | Assurancia de Thetford                       | LNAH               | 10 | 4                | 6                | 10               | 28               | -                | -  | -                    | -                    | -                    |                      |                      |
| 2015-2016 | Riverkings de Cornwall                       | LNAH               | 12 | 7                | 6                | 13               | 14               | -                | -  | -                    | -                    | -                    |                      |                      |
| 2015-2016 | Blizzard Cloutier Nord-Sud de Trois-Rivières | LNAH               | 13 | 3                | 10               | 13               | 45               | -                | -  | -                    | -                    | -                    |                      |                      |
| 2016-2017 | Dukla Trenčín                                | Extraliga slovaque | 21 | 6                | 2                | 8                | 18               | -                | -  | -                    | -                    | -                    |                      |                      |
| 2016-2017 | Gamyo Épinal                                 | Ligue Magnus       | 13 | 2                | 1                | 3                | 101              | -                | -  | -                    | -                    | -                    |                      |                      |
| 2017-2018 | 3L de Rivière-du-Loup                        | LNAH               | 32 | 16               | 32               | 48               | 103              | -                | -  | -                    | -                    | -                    |                      |                      |
| 2018-2019 | 3L de Rivière-du-Loup                        | LNAH               | 29 | 10               | 17               | 27               | 75               | 7                | 2  | 1                    | 3                    | 44                   |                      |                      |
| 2019-2020 | Cool FM 103,5 de Saint-Georges               | LNAH               | 22 | 9                | 13               | 22               | 36               | -                | -  | -                    | -                    | -                    |                      |                      |
| 2021-2022 | Cool FM 103,5 de Saint-Georges               | LNAH               | 7  | 1                | 2                | 3                | 6                | -                | -  | -                    | -                    | -                    |                      |                      |
| 2021-2022 | Marquis de Jonquière                         | LNAH               | 14 | 3                | 4                | 7                | 20               | 10               | 4  | 5                    | 9                    | 14                   |                      |                      |
| 2022-2023 | Marquis de Jonquière                         | LNAH               | 32 | 15               | 22               | 37               | 57               | 8                | 1  | 2                    | 3                    | 18                   |                      |                      |